# 발 비소글리오
발 비소글리오(Val Bisoglio, 1926년 5월 7일 ~ 2021년 10월 18일)는 미국의 영화배우, 연극 배우, 텔레비전 배우, 배우이다.
뉴욕에서 태어났다.

## 방송
- 소프라노스 시즌4

## 영화
- 다이아몬드 (1999년) - 타잔 역
- 프리스코 키드 (1979년)
- 토요일 밤의 열기 (1977년) - 프랭크 마네로 시니어 역
- 형사 Q (1976년)
- 세인트 아이브스 (1976년)
- 린다 러브레이스를 대통령으로 (1975년)
- 여형사 페페 (1974년)
- 코작 (1973년)
- 마피아 혈전 (1973년)
- 매쉬 - 시리즈 (1972년)
- 올 인 더 패밀리 (1968년) - 갱스터 역
- 마피아 형제들 (1968년)
- 아이언 사이드 (1967년)